# お葬式
『お葬式』（おそうしき）は、1984年公開の日本映画。伊丹十三の初監督作品。

## 概要
厳粛な儀式であった葬儀を取り上げた作品で、初めて出す葬式に右往左往する家族と周囲の人びとの姿をコミカルに描き、暗いタイトルにもかかわらず作中には笑いが溢れるギャップが大きな話題を呼んだ。そのタイトルだけでメジャー映画会社はどこも配給を断った。公開当初は不謹慎な題材を扱っていたとして期待されなかったが、予想を覆すヒットを記録。結局はATGの親会社である東宝の番線に乗って全国公開となった。
伊丹が妻・宮本信子の父親の葬式で喪主となった実体験をもとに、わずか1週間でシナリオを書き上げ、自身の初監督作品として撮影した。
リアリズムを追求する伊丹作品と個性派女優である宮本とのぴったりなマッチングによってできた作品である。
撮影は神奈川県湯河原町にある伊丹の別荘（元自宅）で行われた。製作費は1億円。以前、伊丹自身がCM出演した愛媛県の菓子会社・一六本舗が出資している。
序盤に出てくる侘助・千鶴子夫婦共演のCMは、1983年に伊丹・宮本が共演した味の素「マヨネーズDo」のCMアイデアがそのまま採用された。

## あらすじ
ある日、俳優の井上侘助と妻で女優の雨宮千鶴子は夫婦共演のCM撮影を行っていたが、そこに突然連絡が入る。千鶴子の父・真吉が亡くなったのだ。親族代表として葬式を出さなくてはならなくなった侘助はマネージャー里見の助けを借りつつも途方に暮れる。
千鶴子の母・きく江や千鶴子の妹・綾子夫婦、そして真吉の兄・正吉とともに遺体を伊豆の別荘に運び、お通夜の準備に取り掛かる。葬儀屋・海老原とともに、お通夜当日の朝を迎える侘助達。付人も応援に駆け付けたが、そこには喪服を着た侘助の愛人・良子もいた。

## 出演者
井上侘助
演 - 山﨑努
主人公。作中での職業は俳優。葬式の事は何も分からず、最後のスピーチが憂鬱でたまらない。愛人の良子に駄々をこねられ、お通夜の前に茂みで渋々と性行為におよぶ。愛人がいたり、上記のように場を仕切ったりするのが苦手で、私生活では頼りがいがない性格。
雨宮千鶴子
演 - 宮本信子
侘助の妻。夫と同じく俳優。島倉千代子の「東京だよおっ母さん」のマネが得意。明るくさばさばしており、おっとりした性格。小学生の2人の息子がおり、妹・綾子の息子たちと葬式のある別荘で出会い、仲良くふざけあったりして騒がしく遊んでいる。
雨宮きく江
演 - 菅井きん
千鶴子の母。喪主を勤める。しっかり者で終始気丈に振舞い、葬式を取り仕切った。あがり性の侘助に代わり、最後の挨拶を務める。戦後夫婦で女郎屋を営んでいたが、仕事を任せられっぱなしで、女好きだったこともあり真吉には若い頃から手を焼かされていたが、慕っている。
雨宮真吉
演 - 奥村公延
千鶴子の父。東京の大病院の定期健診を受けて帰った夜、突如心臓発作に見舞われ、そのまま死亡してしまう。生前はかなりの倹約家だった。相当の好色家で、女郎屋を経営していた頃は、従業員である女郎に手を出したことがある。また千鶴子によると、娘を命名する時も自身の初恋相手の名前から「千鶴子」と名付けたという。

### 千鶴子の親族
雨宮正吉
演 - 大滝秀治
真吉の兄で千鶴子の伯父。少々ボケたところがあり、北枕の方角について一人考え悩む。加えて葬式の準備では、事あるごとに三河での葬式のやり方や作法の違いに「これはこうするんじゃないのかね？」と口を出しては侘助たちを悩ませる。出棺の際に親族を代表して挨拶する。
三河では金融業や商事会社などを手広く経営する資産家として有名で、それらの代表取締役を担っている。7人兄弟だったが真吉が亡くなったため、唯一の存命者となった。
綾子
演 - 友里千賀子
千鶴子の妹。妊娠中でよく食べる。千鶴子の息子たちと同い年ぐらいの「おさむ」と「てっちゃん」（正しい名前は不明）という2人の息子がいる。
喜市
演 - 長江英和
綾子の夫。
茂
演 - 尾藤イサオ
千鶴子のいとこ。お通夜の食事の席では酒に酔って管を巻いている。正吉について「金は持ってるけど人の気持ちが分からん人、顔も見たくない大嫌いな人」と内心で嫌っている。
明
演 - 岸部一徳
茂の弟。茂とは対照的に笑い上戸らしくお通夜の食事の席では、隣りに座った茂が何か言うたびに「またシゲがよぉ、クククッ」といちいち笑っている。
黒崎
演 - 佐野浅夫
雨宮家の親族。作中では奥村、榊原と共に「三羽がらす」と呼ばれている。善人だが話が長いとのこと。本人によると健康の秘訣は、「キャベツともやしをボウルいっぱい少量の油で炒めて、それを毎日食べること」だという。
奥村
演 - 関山耕司　
雨宮家の親族。作中では黒崎、榊原と共に「三羽がらす」と呼ばれている。酒豪で、本人は「日本酒一本です(他の種類の酒は飲まない)」と言っている。
榊原
演 - 左右田一平　
雨宮家の親族。作中では黒崎、奥村と共に「三羽がらす」と呼ばれている。

### 侘助の関係者
里見
演 - 財津一郎
侘助・千鶴子夫婦のマネージャー。病院代として侘助から20万円を持たされたが、会計はたった3万5千円足らずだったことから、思わず笑ってしまう。侘助を陰からサポートした。
青木
演 - 津村隆
侘助の付き人。葬式の手伝いに来たついでにその準備の様子をスクーピック(16ミリフィルム)に収める。
斉藤良子
演 - 高瀬春奈
侘助の愛人で、アイブローの眼鏡をかける。葬式の手伝いにやってきたが大酒を食らって奇声を発し、お通夜の準備で忙しい侘助に自分への愛情確認を迫り、その後も自身で紛失した髪留めを侘助に探すのを手伝わせ、足場の悪い斜面の上に落ちているのを見つけると侘助に取りに行くよう指示し、滑って喪服を汚した侘助が水道で髪下を脱いで洗った後に惨めな下着姿でパンツを履いている姿を見てバカ笑いする。終始自分勝手で承認欲求に飢えている。

### 葬式に関わる職業の人
海老原
演 - 江戸家猫八
葬儀業者。常にサングラスをかけた怪しげな風体だが、侘助夫婦にてきぱきとアドバイスを与え、葬式を成功に導く。それとなくお布施の相場を教える。
海老原の部下
演 - 加藤善博、里木佐甫良
住職
演 - 笠智衆
浄土真宗の名僧。ロールス・ロイスで斎場に乗り付ける。家具装飾の愛好家で、侘助の別荘にある手製テーブルに使われた、フランス製の高級タイルが余っていると聞いて譲り受ける。
猪ノ瀬
演 - 小林薫
火葬場職員。山間の閑静な火葬場であり、当日の利用者は雨宮家一組だけだったことから、特別にかまどで遺体が焼ける様子を侘助たちに見物させた。作中では、焼いている遺体が生き返る夢を見ることがあり、実際にガスで点火する時にそれが脳裏によぎるという思いを吐露している。

### 真吉のゲートボール仲間
岩切のおばあさん
演 - 吉川満子
真吉の友人。穏やかな口調の老婆だが、お通夜の食事の席で棺に入った真吉の遺体と対面して大号泣したため一瞬静まり返らせた。
老人会会長
演 - 香川良介
真吉のゲートボール仲間。真吉は上記の通り家族の間ではあまり良いイメージがないが、会長たちは、「品があってオシャレで、いつもニコニコしていて、ゲートボールも上手かった」と評している。
老人
演 - 田中春男
真吉のゲートボール仲間。お通夜の食事の席では、隣に座る小さい老人の通訳係のように大きな声で他の人の言葉を伝えている。
小さい老人
演 - 藤原釜足
真吉のゲートボール仲間。少々耳が遠い。作中では隣に座る老人から大きな声で伝えてもらった言葉に同意、あるいはオウム返しするようなセリフが多い。

### 近隣の人々
木村先生
演 - 津川雅彦
本編の主な舞台となる別荘の隣に住む精神科教授。真吉の危急に接し、東京の病院を手配する。
花村夫人
演 - 西川ひかる
葬式の手伝い役。特徴的な髪型。
木村夫人
演 - 横山道代
木村先生の妻。葬式の手伝い役。花村夫人やキヨちゃんと共に台所でお通夜の食事の料理や酒の準備をしている。しかし、翌日には葬式があるためあまり長くなると面倒なので、盛り上がっている三羽がらすたちを何とか早く帰らせようと画策する。
キヨちゃん
演 - 海老名美どり
ご近所に住み、千鶴子たちとも仲がいい。しっかり者。葬式の手伝い役。
フクちゃん
演 - 金田明夫
寿司職人でキヨちゃんの夫。キヨちゃんの尻にしかれている。侘助とウマがあう。

### その他
木登り青年
演 - 利重剛
強風で飛んでいき、木に引っ掛かった紙幣を拾おうとした。
冠婚葬祭の先生
演 - 関弘子
侘助と千鶴子が挨拶などの勉強をするために視聴した葬儀マニュアル・ビデオに登場する講師役。
会計の女
演 - 中村まり子
病院の会計係。
助監督
演 - 黒沢清
侘助と千鶴子が出演するCMの収録を行う。
電報配達人
演 - 井上陽水

## スタッフ
- 監督・脚本 - 伊丹十三
- 製作 - 岡田裕、玉置泰
- プロデューサー - 細越省吾
- 撮影 - 前田米造
- 音楽 - 湯浅譲二
- モノクロ撮影 - 浅井慎平
- 照明 - 加藤松作
- 美術 - 徳田博
- 録音 - 信岡実
- 編集 - 鈴木晄
- 助監督 - 平山秀幸
- 特機 - 落合保雄
- 効果 - 小島良雄（東洋音響効果グループ）
- 現像 - 東洋現像所
- スタジオ - にっかつ撮影所
- 録音スタジオ - にっかつスタジオセンター
- 協力 - 茂登山商店、西友、本田技研工業
- 製作 - ニュー・センチュリー・プロデューサーズ、伊丹プロダクション
- 配給 - 日本アート・シアター・ギルド

## トリビア
- 亡くなった真吉とその妻きく江が三河出身という設定にもかかわらず、夫婦（生前）親族の会話で頻繁に使われるのは名古屋弁である。現に名古屋市出身の宮本信子も劇中で頻繁に名古屋弁を使っている。
- 公開当時、ロケ地である湯河原の町中に「お葬式」と大きく描かれたポスターが一斉に貼られた。また、同様の現象が青森県弘前市西茂森の禅林街でも見られた。
- 伊丹の次男である池内万平（現・伊丹プロ社長）が山崎努・宮本信子演じる夫婦の次男役として出演している。
- 劇中に登場する笠智衆演じる住職の宗派は浄土真宗であるが、笠自身も実家が浄土真宗本願寺派の寺である。
- 葬儀業者の海老原役の江戸家猫八は劇中、2種類の色の靴と番傘を持っているが、これは監督が取材した際に担当していた業者が実際に使用しており、ちぐはぐな色の靴は大勢訪れる葬儀、通夜の会場で自分の靴が一目でわかるようにと、番傘もほかの利用者との傘と分かりやすくするためである[6]。
- 老人会会長役で出演している香川良介は、伊丹の父で映画監督の伊丹万作の作品に常連出演していた。
- 撮影前、主演の山﨑努あてに「侘助たちの秋」と題された台本が送られている[7]。
- 舞台化も行われ、東宝現代劇特別公演で1987年5月に名鉄ホールで上演されている。脚本・演出＝小幡欣治、音楽＝いずみたく、主な配役＝宮本信子、中山仁、西崎みどり、大村崑、左時枝、一の宮あつ子、菅井きん、金子信雄
- 松田優作は、本作を「血が通っていない」「魚眼で全体を見ているような目だ」と批判しており、本作のみならず「伊丹さんの映画は信用できない」と、知人だった角川春樹にいつも語っていたという[8]。

## 受賞歴
- 第58回キネマ旬報ベスト・テン
  - 日本映画監督賞（伊丹十三）
  - 主演男優賞（山﨑努）
  - 日本映画ベスト・テン1位
  - 読者選出日本映画ベスト・テン4位
- 第8回日本アカデミー賞
  - 最優秀作品賞
  - 最優秀監督賞（伊丹十三）
  - 最優秀脚本賞（伊丹十三）
  - 最優秀主演男優賞（山崎努）
  - 最優秀助演女優賞（菅井きん）
  - 優秀主演女優賞（宮本信子）
  - 優秀助演男優賞（財津一郎）
- 第27回ブルーリボン賞
  - 監督賞（伊丹十三）
- 第9回報知映画賞
  - 作品賞
  - 助演女優賞（菅井きん）
  - 特別賞（宮本信子）
- 第39回毎日映画コンクール
  - 日本映画優秀賞
  - 監督賞（伊丹十三）
  - 男優主演賞（山崎努）